# Лазерная агротехника
Лазерная агротехника — технология растениеводства, система приёмов возделывания сельскохозяйственных культур. Основные элементы: активация семян и воды с помощью лазера, меры по защите почв от эрозии. В Казахстане внедрена в 1975—1990 годах в КазНУ им. аль-Фараби.
В сельском хозяйстве используют гелий-неоновый газовый лазер. С помощью лазерной агротехники пополняется биоэнергетический фонд семян, что приводит к раннему и полному цветению растений. Исследования в области применения лазера в сельском хозяйстве доказали, что их влияние плодотворно в отношении состава почвы и климатических условий того или иного региона. При КазНУ создано научно-производственное объединение «Биофизика». Одно из достижений лазерной агротехники — активация воды лазерным излучением. В связи с загрязнением воды в водоёмах и в целях уничтожения вредного воздействия ионов и бактерий тяжёлых металлов в составе воды группа учёных КазНУ (В. Инюшин, К. Орисбаев, Г. Ильясов, Н. Фёдорова и другие) впервые создала агрогидро-энергетический модуль (ЛАГЭМ). С использованием лазерной технологии в воде появилась возможность уничтожения анаэробных бактерий и вирусов, пресечения развития инфекционных заболеваний без применения хлора и дезинсекционных средств.